# Branko Tošović

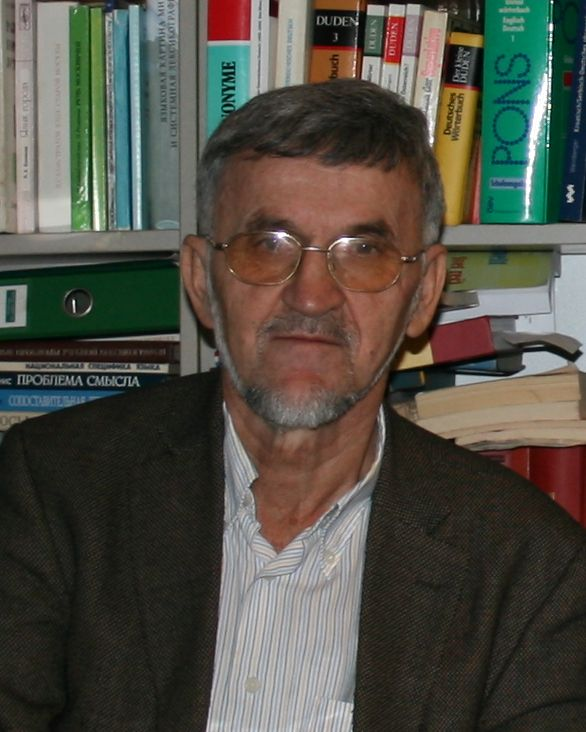
Branko Tošović (2016)

Branko Tošović (en. Branko Toshovich, dt. Branko Tosovic, lat. Branko Tošović, kyr. Бранко Тошовић, russ. Бранко Тошович, mak. Бранко Тошовиќ; * 10. April 1949 in Vihovići, Kalinovik) ist ein österreichischer und serbischer Slawist, Sprach- und Literaturwissenschaftler.

## Leben
Branko Tošović wurde in Vihovići (Kalinovik), unweit von Sarajevo, geboren. 1968 beendete er das Gymnasium in Sarajevo. Er wuchs in Kalinovik und Sarajevo (Bosnien und Herzegowina) auf, wo er studierte, promovierte und habilitierte. Von 1968 bis 1973 studierte er Slawistik an der Universität Sarajevo. Im Januar 1979 promovierte er mit einer Dissertation mit dem Titel Die Stilisierungen der Sprache in A. N. Tolstojs Roman Peter I. und ihre Widerspiegelung in unserer Übersetzung (Stilizacije jezika u djelu Petar Prvi A. N. Tolstoja i njihov odraz u našem prevodu). Im Oktober 1983 habilitierte er sich mit dem Thema Das Verb als Konstituente des Stils der schönen Literatur des Russischen im Vergleich zum Serbokroatischen (Glagol kao konstituent književnoumjetničkog stila ruskog jezika u poređenju sa srpskohrvatskim). Die Monate von April bis Oktober 1992 verbrachte er im belagerten Sarajevo, wo er sich als stellvertretender Vorsitzender der zivilen Hilfsinitiative Erste Kinderbotschaft der Welt – Megjashi an der humanitären Hilfeleistung für Kinder in Bosnien und Herzegowina und Sarajevo beteiligte.

## Lehrtätigkeit
Er arbeitete in mehreren Ländern (Bosnien und Herzegowina, Kroatien, Deutschland, Österreich, Russland) und an unterschiedlichen Universitäten. 1973 bis 1976 war er Lehrer im Ognjen-Prica-Gymnasium in Sarajevo. Von 1976 bis 1992 war er am Lehrstuhl für Slawistik an der Universität Sarajevo tätig – zuerst als Assistent, dann als Dozent und ab 1983 als Professor, 1984–1985 und 1989–1991 leitete er diesen Lehrstuhl. 1985 bis 1988 war er Lektor für Serbokroatisch an der Moskauer Universität. Das Studienjahr 1988/89 verbrachte er in Moskau, wo er wissenschaftlich arbeitete. Am 15. Oktober 1992 traf er erneut in Moskau ein und nahm abermals eine Tätigkeit als Lektor für Serbokroatisch an der Moskauer Universität auf. Außerdem war er leitender Forschungsmitarbeiter am Institut für Sprachwissenschaft der Akademie der Wissenschaften Russlands und oberster Forschungsmitarbeiter des Puschkin-Instituts für die russische Sprache. Im Sommersemester 1992/93 hielt er an der Moskauer Universität den Vorlesungskurs „Kontrastive Stilistik der russischen und serbokroatischen Verben“ für Studenten der slawischen Philologie. In den Studienjahren 1993/94–1995/96 erteilte er als Gastprofessor Unterricht am Slawischen Seminar der Universität Mannheim. Für das Sommersemester 1995 übernahm er am Institut für Slawistik der Universität Leipzig die Vorlesung „Die Korrelationen zwischen den Verbalformen der serbokroatischen Sprache“ und ein Hauptseminar mit dem Titel „Das System der Verbalformen der serbokroatischen und deutschen Sprache“. Von 1996 bis 2016 war er als ordentlicher Professor am Institut für Slawistik der Universität Graz tätig, das er zwei Jahre leitete. Am 30. September 2016 wurde er emeritiert.

## Wissenschaftliche Tätigkeit
Seine Hauptinteressen liegen auf Grammatik, allgemeiner und kontrastiver Sprachwissenschaft (weitere sprachwissenschaftliche Bereiche), Verb, Korrelationen zwischen den slawischen Sprachen, besonders zwischen sehr nahen Sprachen wie Bosnisch/Bosniakisch, Kroatisch und Serbisch (engere sprachwissenschaftliche Bereiche), Stilistik (Funktionalstilistik, Internet-Stilistik), Korpuslinguistik, Literatur und Poetik (das Opus von Ivo Andrić, Branko Ćopić und Blaže Koneski).
Von 1989 bis 1991 war Tošović Vorsitzender der Gesellschaft für angewandte Sprachwissenschaft Bosnien und Herzegowinas, von 1991 bis 1994 Mitglied des Präsidiums der Internationalen Assoziation der Russischlehrer als Vertreter des ehemaligen Jugoslawiens. 1990 wurde er als Mitglied in den Gesellschaftlichen Wissenschaftsbeirat Muttersprache des Sowjetischen Kulturfonds aufgenommen.
Er ist seit 1998 Mitglied der Kommission für slawische Wortbildung und seit 2013 der Kommission für slawische Stilistik. beim Internationalen Slawistenkomitee.
Tošović wurde für die globale Stärkung der Slawistik und für seine Ergebnisse in der slawischen Sprachforschung zum Ehrenmitglied der slawischen Gesellschaft Serbiens ernannt.

### Forschungsprojekte
Er gründete, leitete bzw. leitet folgende wissenschaftliche Projekte:
1. Die Unterschiede zwischen dem Bosnischen/Bosniakischen, Kroatischen und Serbischen, FWF-Projekt, P19158-G03, 2006-2010:[6]. In Rahmen dieses Projektes entwickelte er
  1. Gralis-Korpus (Gralis-Korpus) – ein 'mehrsprachiges Parallelkorpus' für das Studium und das Erlernen aller slawischen Sprachen, vor allem auch in Bezug auf das Deutsche[7]
  2. Akzentarium – Online-Programm für Untersuchungen und zum Erlernen des Akzentsystems der Sprachen Bosnisch/Bosniakisch, Kroatisch und Serbisch[8]
  3. Lexikarium – Online-Wörterbuch für Lehre und Forschung in Bezug auf die lexikalischen Strukturen des Bosnischen/Bosniakischen, Kroatischen und Serbischen[9]
  4. MorphoGenerator – Online-Tool für die morphosyntaktische Annotierung und die darauffolgende automatische Analyse von Wörtern der Sprachen Bosnisch/Bosniakisch, Kroatisch und Serbisch[10]
2. Die vergleichende Analyse der semantisch-derivativen Kategorie der Aktionsarten in den slawischen Sprachen / Studium porównawcze nad kategorią semantyczno-słowotwórczą Aktionarten w językach slowiańskich (Ministerium Nauki i Szkolnictwa Wyższego, N104012 31/0898, 2006-2009)[11]
3. Neue slawistische Horizonte (Studierende-Projekt), ab 2013[12]

Unter seiner Leitung laufen derzeit zwei Forschungsprojekte:
1. „Andrić-Initiative: Ivo Andrić im europäischen Kontext“ (Graz: 2007–)[13],
2. „Die lyrische, humoristische und satirische Welt von Branko Ćopić“ (Graz – Banja Luka: 2011–)[14].

### Online-Projekte
Er gründete am 1. März 2000 das linguistische Slawistik-Portal der Karl-Franzens-Universität Graz namens „Gralis“.

## Schriften
Die Bibliographie seiner veröffentlichten wissenschaftlichen Arbeiten umfasst za. 500 Titel, die in allen slawischsprachigen Ländern (Bosnien und Herzegowina, Bulgarien, Kroatien, Montenegro, Mazedonien, Polen, Russland, Serbien, Slowakei, Slowenien, Tschechien, Ukraine und Weißrussland), in nichtslawischsprachigen Staaten (Deutschland, Estland, Japan und Österreich) und in den Sprachen Bosnisch/Kroatisch/Serbisch, Deutsch, Englisch, Mazedonisch und Russisch veröffentlicht wurden.